# Dora Boothbyová
Penelope Dora Harveyová Boothbyová (2. srpna 1881, Finchley, Middlesex – 22. února 1970, Hammersmith, Londýn) byla anglická tenistka, vítězka dvouhry ve Wimbledonu 1909. Získala stříbrnou olympijskou medaili v ženské dvouhře na Letních olympijských hrách 1908 konaných v Londýně, když ve finále prohrála s krajankou Dorotheou Douglass Chambersovou.

## Grand Slam – statistika

### Wimbledon
- Vítězka ženské dvouhry: 1909
- Finalistka ženské dvouhry: 1910, 1911

## Finálová utkání na Grand Slamu

### Vítězství (1)
| Rok  | Turnaj    | Finalistka      | Výsledek      |
| 1909 | Wimbledon | Agnes Mortonová | 6–4, 4–6, 8–6 |

### Finalistka (2)
| Rok  | Turnaj    | Vítězka                          | Výsledek |
| 1910 | Wimbledon | Dorothea Douglassová Chambersová | 6–2, 6–2 |
| 1911 | Wimbledon | Dorothea Douglassová Chambersová | 6–0, 6–0 |